# シャーフィク・ガニ
ムハンマド・シャーフィク・ビン・ガニ（Muhammad Shahfiq bin Ghani、1992年3月17日 - ）は、シンガポールのサッカー選手。シンガポール代表。現在、Sリーグのホウガン・ユナイテッドFCに所属している。ポジションはFWまたはMF。

## クラブ歴
2010年にSリーグのヤング・ライオンズでプロとなる。3シーズン同チームに在籍し、40試合7得点を挙げた。
2013年にはシンガポール・ライオンズXIIへ移籍。マレーシア・スーパーリーグでは13試合5得点の活躍をし同チームのリーグ制覇に貢献した。しかし、2013年8月24日のマレーシアカップ、サラワクFA戦でムアメル・サリバシッチに対して平手打ちをした事により監督のヴァラダラジュ・スンドラモールシーから批難された。
脊柱の怪我によって2014シーズンの初めの出場は危ぶまれた、結局パハンFAとのチャリティーカップやピアラFAマレーシアのDRBハイコムFC戦への出場は叶わなかったものの、1月25日のセランゴールFA戦の74分に交代出場をして復帰を果たした。
2015年に再びヤング・ライオンズに移籍した。
2016年、ゲイラン・インターナショナルFCに2年契約で移籍した。しかし、シーズン前の練習中に膝の前十字靭帯を断裂する大怪我を負い、6か月間離脱した。カンボジア代表との親善試合で復帰を果たし、得点も挙げた。
2018年、ホウガン・ユナイテッドFCに移籍した。

## 代表歴
U-23代表として2013年の東南アジア競技大会に出場し、銅メダルを獲得した。また、2015年の東南アジア競技大会の際にも、チームの司令塔の一人として事前合宿に呼ばれ、その後出場メンバー入りを果たした。
A代表としては2012年8月15日の香港代表との親善試合で初出場を果たした。

## 個人
彼はシンガポール体育学校を2008年に卒業している。

## 個人成績

### クラブ
2014年3月9日現在
| 国内大会個人成績 | 国内大会個人成績 | 国内大会個人成績 | 国内大会個人成績 | 国内大会個人成績 | 国内大会個人成績 | 国内大会個人成績 | 国内大会個人成績 | 国内大会個人成績 | 国内大会個人成績 | 国内大会個人成績 | 国内大会個人成績 |
| 年度             | クラブ           | 背番号           | リーグ           | リーグ戦         | リーグ戦         | リーグ杯         | リーグ杯         | オープン杯       | オープン杯       | 期間通算         | 期間通算         |
| 年度             | クラブ           | 背番号           | リーグ           | 出場             | 得点             | 出場             | 得点             | 出場             | 得点             | 出場             | 得点             |
| シンガポール     | シンガポール     | シンガポール     | シンガポール     | リーグ戦         | リーグ戦         | リーグ杯         | リーグ杯         | シンガポール杯   | シンガポール杯   | 期間通算         | 期間通算         |
| ---------------- | ---------------- | ---------------- | ---------------- | ---------------- | ---------------- | ---------------- | ---------------- | ---------------- | ---------------- | ---------------- | ---------------- |
| 2010             | Yライオンズ      |                  | Sリーグ          | 13               | 3                |                  |                  | 4                | 0                | 17               | 3                |
| 2011             | Yライオンズ      |                  | Sリーグ          | 8                | 2                | -                | -                | -                | -                | 8                | 2                |
| 2012             | Yライオンズ      |                  | Sリーグ          | 13               | 2                | 2                | 0                | -                | -                | 15               | 2                |
| マレーシア       | マレーシア       | マレーシア       | マレーシア       | リーグ戦         | リーグ戦         | マレーシア杯     | マレーシア杯     | FA杯             | FA杯             | 期間通算         | 期間通算         |
| 2013             | ライオンズXII    | 26               | スーパー         | 13               | 5                | 6                | 1                | 0                | 0                | 19               | 6                |
| 2014             | ライオンズXII    | 26               | スーパー         | 4                | 0                | 0                | 0                | 0                | 0                | 4                | 0                |
| シンガポール     | シンガポール     | シンガポール     | シンガポール     | リーグ戦         | リーグ戦         | リーグ杯         | リーグ杯         | シンガポール杯   | シンガポール杯   | 期間通算         | 期間通算         |
| 2015             | ライオンズ       | 11               | Sリーグ          |                  |                  |                  |                  |                  |                  |                  |                  |
| 通算             | シンガポール     | シンガポール     | Sリーグ          | 34               | 7                | 2                | 0                | 4                | 0                | 40               | 7                |
| 通算             | マレーシア       | マレーシア       | スーパー         | 17               | 5                | 6                | 1                | 0                | 0                | 23               | 6                |
| 総通算           | 総通算           | 総通算           | 総通算           | 51               | 12               | 8                | 1                | 4                | 0                | 63               | 13               |

### 代表
2014年3月5日現在
代表での得点一覧
| No | 日附         | 場所             | 対戦相手       | 得点 | 結果 | 大会     |
| -- | ------------ | ---------------- | -------------- | ---- | ---- | -------- |
| 1  | 2013年9月6日 | 天津市泰達足球場 | 中華人民共和国 | 1–1  | 6–1  | 親善試合 |

| シンガポール代表 | シンガポール代表 | シンガポール代表 |
| 年               | 出場             | 得点             |
| ---------------- | ---------------- | ---------------- |
| 2012             | 2                | 0                |
| 2013             | 6                | 1                |
| 2014             | 1                | 0                |
| 計               | 9                | 1                |

### U23代表
U-23代表での得点一覧
| No | 日附          | 場所                                             | 対戦相手               | 得点 | 結果 | 大会                 |
| -- | ------------- | ------------------------------------------------ | ---------------------- | ---- | ---- | -------------------- |
| 1  | 2013年6月8日  | インドネシア                                     | インドネシアU-23       | 1-0  | 1-1  | 親善試合             |
| 2  | 2013年9月14日 | パハン州クアンタンダルル・マクムール・スタジアム | タイU-23               | 1-0  | 2-1  | 2013ムルデカ大会     |
| 3  | 2014年4月2日  | シンガポールホウガン・スタジアム                 | インドネシアU-23       | 1-2  | 1-2  | 親善試合             |
| 4  | 2014年9月14日 | 京畿道安山市安山ワースタジアム                   | パレスチナU-23         | 1-0  | 2-1  | 2014年アジア競技大会 |
| 5  | 2014年9月14日 | 京畿道安山市安山ワースタジアム                   | パレスチナU-23         | 2-0  | 2-1  | 2014年アジア競技大会 |
| 6  | 2015年5月16日 | 静岡県・静岡産業大学経営学部第2グラウンド        | 静岡産業大学サッカー部 | 1-0  | 3-0  | 親善試合             |
| 7  | 2015年5月16日 | 静岡県・静岡産業大学経営学部第2グラウンド        | 静岡産業大学サッカー部 | 2-0  | 3-0  | 親善試合             |
| 8  | 2015年5月22日 | シンガポールジャラン・ベサール・スタジアム       | ラオスU-23             | 3-1  | 5-1  | 親善試合             |
| 9  | 2015年5月30日 | シンガポールジャラン・ベサール・スタジアム       | 東ティモールU-23       | 2-0  | 2-0  | 親善試合             |

## タイトル

### クラブ
シンガポール・ライオンズXII
- マレーシア・スーパーリーグ: 2013

### 代表
シンガポール
- 東南アジア競技大会:

銅メダル: 2013